# Chleby (Nymburki járás)
Chleby település Csehországban, a Nymburki járásban. Chleby Vestec, Nový Dvůr, Oskořínek, Budiměřice, Bobnice és Jíkev településekkel határos. Lakosainak száma 450 fő (2024. január 1.).

## Népesség
A település lakosságának változását az alábbi diagram mutatja:
| Lakosok száma | 677  | 716  | 707  | 499  | 399  | 339  | 430  | 433  | 435  | 450  |
|               | 1869 | 1890 | 1921 | 1950 | 1980 | 2001 | 2017 | 2019 | 2022 | 2024 |